# Mas el Banús
|  | Aquest article tracta sobre el mas al terme de la Vall d'en Bas. Si cerqueu el mas al terme de Tavèrnoles, vegeu «el Banús». |

el Banús és un mas al SO del nucli de Joanetes al terme de la Vall d'en Bas (la Garrotxa) protegit com a bé cultural d'interès local. Hi ha un adagi popular que diu: "Bessets, Cabreró i Banús, eren de la família de Jesús", volent afirmat l'antigor de la casa. Es va reedificar en un període de creixement demogràfic i econòmic de la zona, després de les pestes de 1650. La crema dels arxius parroquials de Joanetes dificulta trobar documentació de la zona.
el Banús és un edifici civil orientat a sud amb telada a dues vessants. L'edifici original ha estat molt modificat. La primitiva entrada, formada per un portal dovellat, queda en segon terme per una transformació en la que es realitzà una galeria de fusta al damunt. Al costat esquerre hi ha una cabana i una era de batre. En una llinda de la finestra s'hi pot llegir: "Fet per Ical COMPTE i CODONY - 4 abril 1662". Tant la part dreta, on s'aixeca una quadra, com al darrere, on hi ha un afegitó, constaten la constant modificació.